# NGC 7486
NGC 7486 est constitué de deux étoiles situées dans la constellation de Pégase,. L'astronome britannique Ralph Copeland a enregistré la position de celles-ci le 25 aout 1871.

## Identitification de NGC 7486
La seule source consultée, soit la base de données Simbad qui contient par ailleurs plusieurs erreurs d'identification, associe NGC 7486 à la galaxie LEDA 70478 située au nord-est et près de LEDA 214906.   